# جک فرتینگهام
جک فرتینگهام (انگلیسی: Jack Frettingham; ۱ ژانویهٔ ۱۸۷۱ – ۱ ژانویهٔ ۱۹۰۴) بازیکن فوتبال اهل پادشاهی متحد بریتانیای کبیر و ایرلند بود.
از باشگاه‌هایی که در آن بازی کرده‌است می‌توان به باشگاه فوتبال لینکولن سیتی و باشگاه فوتبال لستر سیتی اشاره کرد.